# Virtools
Virtools (ビアツールス・バーツールス)は、1993年にフランスで設立された会社名及びその会社で開発された3Dソフトウェアである。

## 概要
Virtools社より, インタラクティブ3Dコンテンツ開発ソフトウェアとして、Virtoolsという名前で1993年に開発が始まった。ソフトウェアとしてはミドルウェアとして位置づけられるものである。
最近ではバーチャルリアリティ環境構築に熱心な企業が増えてきたことに伴い、徐々に日本国内でも広がりを見せている。

## 特徴
- インタラクティブな3Dのコンテンツを作成するソフトウェア。
- 多様な入出力に対応。
- ダッソー・システムズ社(Dassault Systèmes)で開発されているCATIAやSolidWorksのソフトウェアで作成した3Dデータはもちろん、Mayaなどの他社製3Dグラフィックソフトで作成したデータも利用可能。
- 欧米では、幅広いユーザによって使用されている。用途は、ゲーム開発から、レベルの高いインタラクティブ3D空間の制作、バーチャルリアリティへの応用、Webマーケティングへの利用、など多様である。

## 歴史
- 1999年 Virtoolsの販売開始。
- 2005年 Virtools社がダッソー・システムズ・グループの一員になる。
- 2008年 3DVIA Virtoolsと名称が変更。